# Ferrari 275
Ferrari 275 е двуместен Gran Turismo автомобил, произвеждан от Ferrari от 1964 г. до 1968 г. Моделът използва 3.3-литров (3,286 куб. см) Colombo 60° V12 двигател и има максимална мощност от 280 до 300 к.с. Дизайнът е дело на Pininfarina. Ferrari 275 представя концепцията на Ferrari за „трансаксел“, в която трансмисията и диференциалът са обединени в едно.
Списанието Motor Trend Classic определя Ferrari 275 GTB/GTS като номер три в тяхната класация за десетте най-велики модела на Ферари за всички времена.

## 275 GTB
Стандартното 275 GTB купе е произвеждано от Скалиети и се е предлагало с три или шест карбураторa с два дросела. Моделът е бил по-скоро спортен автомобил за пуристи, отколкото GT автомобила, за който името намеквало. Някои бройки били произвеждани с алуминиево тяло, вместо със стандартното за тогава стоманено. През 1965 г. се появила Series Two версия, която имала по-дълга предница.

## 275 GTS
Pininfarina направила 200 бройки от модела 275 GTS. 275 GTS представлявал роудстър за американския пазар. 14 бройки от модела били направени с десен волан. Моделът се произвеждал в периода от 1964 г. – 1966 г. с изцяло различна каросерия. Моделът е предвиден с цел да бъде повече GT автомобил и по-малко спортен за разлика от събрата си GTB. 275 GTS е заменен от Ferrari 330 GTS, оставяйки пролука в гамата на Ferrari – нямало нито един кабриолет в гамата с 3.3-литров двигател, до появата на 275 GTB/4 NART Spider.

## 275 GTB/C
За състезателния сезон от 1965 г. са направени четири олекотени модела 275 GTB Competizione Speciales, разполагащи с двигатели от Ferrari 250 LM.
За сезона от 1966 г. Ферари решават да направят 12 олекотени модела 275 GTB/C, направени в периода между края на Ferrari 275 с двигатели с по един разпределителен вал на банка цилиндри и началото на производството на Ferrari 275 с двигатели, имащи по два разпределителни вала на банка цилиндри. Въпреки че 275 GTB/C приличал доста на шосейния си събрат – 275 GTB – нито един от панелите на купето не бил същият, а под каросерията останали малко компоненти от шосейния автомобил.
Мауро Форджиери проектира специална свръхлека стоманена и алуминиева версия на шасито от 275 GTB. Монтирано било обикновено окачване, но е било направено малко по-твърдо, като са добавени допълнителни пружини. Каросерията на Скалиети била от свръхтънък алуминий; панелите били наполовина по-тънки от тези, използвани в GTO и Cobra. Толкова тънки, че дори облягането на каросерията на 275 GTB/C изкривявало тялото. Цялата задна секция на автомобила била подсилена с фибростъкло, за да предотврати огъване при най-малкия допир. Всичките тези промени с цел олекотяване свалили 150 килограма от масата на шосейните автомобили.
Както четирите 'Competizione Speciales', 275 GTB/C използвало двигател от Ferrari 250 LM. По някакъв начин Ferrari „забравили“ да споменат, че 275 GTB има шест карбуратора, затова само двигателите с три карбуратора можели да бъдат хомологирани. Специално за 275 GTB/C, Вебер създали 40 DF13 карбуратора, от които три щяли да заменят шестте 38 DCN карбуратора в 250 LM. Останалата част от задвижването била подобна на тази от 275 GTB, но леко подсилена.
Две от дванайсетте създадени бройки били продадени за шосейна употреба. За разлика от състезателните автомобили, уличните имали алуминиеви джанти с гуми от Pirelli. Състезателните автомобили използвали джанти на Borrani със спици и най-новите състезателни гуми на Dunlop. Точно тази комбинация се оказала слабото място на 275 GTB/C; гумите имали толкова много сцепление с пътя, че създавали прекалено много натоварване на джантите и чупели спици от тях. След 275 GTB/C нито едно състезателно Ferrari не използвало джанти със спици.
Една бройка 275 GTB/C от британски отбор, завършила на осма позиция в 24-те часа на Льо Ман, печелейки в класа си през 1966 г.

## 275 GTB/4
Представен на Парижкия автосалон през октомври 1966 г., 275 GTB/4 (4 заради четирте си разпределителни вала, по два на банка цилиндри) е преработен автомобил; сглобяван от Скалиети. Моделът има нов дизайн на каросерията и е първото Ferrari, което не се предлага с джанти със спици.
Мощността идвала от доста променен Colombo V12 двигател. Двигателят отново има два клапана на цилиндър, но с новия дизайн ъгълът на клапаните бил намален с градуса до 54 градуса, за по-малки цилиндрови глави. Двата разпределителни вала също позволили клапаните да са подредени правилно (перпендикулярно на разпределителните валове), вместо да са под ъгъл както при SOHC моделите на Ferrari. Двигателят е ползвал система от тип „сух картер“ за смазване с голям 16-литров капацитет. Обемът на всеки цилиндър останал непроменен и отново бил малко под 275 куб. см. Както преди, първите три цифри от името на модела, умножени по броя на цилиндрите давало 3,286 куб. см работен обем.
Трансакселът също претърпял промени. Задвижващ вал, сложен в тръба, свързвал двигателя с трансмисията. В предишните модели той се въртял свободно. Тази промяна подобрила управлението и намалила шума и вибрациите. Синхронизаторите на Порше били монтирани в трансимисята за по-добро превключване и по-добра издръжливост.
275 GTB/4 можел да развие максимална скорост от 265 км/ч с мощността си от 303 к.с. 280 бройки от 275 GTB/4 били произведени до 1968 г.
През 2004 г. списанието Sports Car International определили 275 GTB/4 като номер седем в класацията си от най-добри спортни автомобили на 60-те години на XX век.

## 275 GTB/4 NART
275 GTB/4 N.A.R.T. Spyder е версия, предлагаща се само от американския дилър Луиджи Чинети, който не ибл доволен от 275 GTB/4. Той помолил Серджио Скалиети и Енцо Ферари да направят няколко Spyder версии на 275 GTB/4, които той купил за 8,000 щатски долара всяка; N.A.R.T. идвало от името на състезателния отбор на Чинети – North American Racing Team. В модерен тест, списанието Road & Track определило N.A.R.T. Spyder като „най-задоволяващия спортен автомобоил на света“.
Тази версия била поръчкова серия от 25 автомобила директно от Скалиети, но само десет от тях били произведени между 1967 г. и 1968 г., правейки тази версия един от най-ценните модели на Ferrari. През август 2005 г. бройка с шаси 09437 се продала на аукцион за 3.96 милиона щатски долара. Десетте автомобила NART Spyder използвали номера на шаситата 09437, 09751, 10139, 10219, 10249, 10453, 10691, 10709, 10749 и 11057. Във филма от 1968 г. – „Аферата Томас Краун“ – автомобилът Ferrari, каран от Фей Дънауей и определен като „едно от онези червени италиански нещица“, е първата от само десетте Ferrari 275 GTS Spyder NART. Серийният номер на тази бройка била 09437. Точно този автомобил завършил на второ място в класа си през 12-те часа на Себринг през 1968 г., преди да бъде пребоядисан и използван във филма. Стийв Маккуин харесал толкова много автомобила, че поискал един за себе си и накрая получил бройката със сериен номер 10453. Този автомобил е собственост на Антъни Уанг и се намира в Ню Йорк, САЩ.